# Mitromorpha crassilirata
Mitromorpha crassilirata é uma espécie de gastrópode do gênero Mitromorpha, pertencente a família Mitromorphidae.